# Anniyya
Die Anniyya (auch Ania, Annia) sind eine Untergruppe der Oromo, der größten ethnischen Gruppe in Äthiopien. Sie leben in der Umgebung des Berges Gara Muleta im Nordosten der Region Oromia.
Die Anniya waren eine von drei Untergruppen der Barentuma-Oromo (neben den Ittuu und den Afran Qallu), die im 16. Jahrhundert von Bale weiter nach Nordosten nach Harerge wanderten. Diese drei Gruppen hatten zunächst in Odaa Bultum ein gemeinsames politisches und religiöses Zentrum (cheffe oder chaffee), wo alle acht Jahre Vertreter von ihnen zusammenkamen, um die Gesetze für die kommenden acht Jahre zu beschließen. Ende des 17. oder Anfang des 18. Jahrhunderts trennten sich die Anniyya jedoch diesbezüglich von den anderen und etablierten ihr eigenes chaffee in Burqa Tirtira in ihrem Gebiet.
Während Ittuu und Afran Qallu im 17. und 18. Jahrhundert sesshafte Bauern wurden, blieben die Anniyya bis in das 19. Jahrhundert hinein reine Viehzüchter. Ihr Gebiet bietet gutes Weideland, erhält ausreichend Regen und ist von den größeren Flüssen Ramis und Moǧǧo sowie mehreren Nebenflüssen des Shabelle durchzogen. Das Gebiet ist zudem reich an Wild, und traditionell jagten junge Anniyya-Männer u. a. Elefanten, Löwen und Büffel. Es gibt nur wenige Städte im Anniyya-Gebiet, und Bildung, gesundheitliche Versorgung, Transport- und Kommunikationswesen entwickelten sich langsamer als bei den anderen Oromo-Gruppen.
Die Oromo-Befreiungsfront begann ihnen bewaffneten Kampf 1976 im Anniyya-Gebiet. Von den Oromo in Harerge waren die Anniyya am stärksten vom Ogadenkrieg 1977–78 und von den Aufstandsbekämpfungsmaßnahmen des äthiopischen Staates betroffen.
Die Anniyya sind in zwei Untergruppen mit weiteren Unterteilungen aufgeteilt:
- Kodelle: Bidu, Anno, Kooyyee, Macha
- Sadacha: Molkootu, Baabbo, Bambi.[2]

Nachbarn der Anniyya sind die Arsi-Oromo im Süden, die Ittuu im Westen, die Afran Qallu im Norden und die Somali im Osten.